# بورلی (اوهایو)
بورلی (به انگلیسی: Beverly) یک روستا در ایالات متحده آمریکا است که در شهرستان واشینگتن، اوهایو واقع شده‌است. بورلی ۲٫۰۵ کیلومتر مربع مساحت و ۱٬۳۱۳ نفر جمعیت دارد و ۲۰۱ متر بالاتر از سطح دریا قرار دارد.